# Partito Comunista dell'Azerbaigian (1920)
Il Partito Comunista dell'Azerbaigian (in azero Azərbaycan Kommunist Partiyası; in russo Коммунистическая партия Азербайджана, Kommunističeskaja partija Azerbajdžana) è stato un partito politico azero fondato nel febbraio 1920, alla vigilia della fondazione della RSS Azera, e sciolto nel 1991. Ramo locale del Partito Comunista dell'Unione Sovietica, ne costituì una delle sezioni repubblicane a partire dal 1936, quando la RSS Azera divenne una delle Repubbliche dell'Unione Sovietica.

## Primi segretari
- Mirza Gusejnov (1920)
- Grigorij Kaminskij (1920-1921)
- Sergej Kirov (1921-1926)
- Levon Mirzoyan (1926-1929)
- Nikolaj Gikalo (1929-1930)
- Vladimir Polonskij (1930-1933)
- Ruben Rubenov (1933)
- Mir Džafar Bagirov (1933-1953)
- Mir Tejmur Jakubov (1953-1954)
- Imam Mustafaev (1954-1959)
- Veli Achundov (1959-1969)
- Heydər Əliyev (1969-1982)
- Kamran Bağırov (1982-1988)
- Abdurrahman Vazirov (1988-1990)
- Ayaz Mütallibov (1990-1991)